# Zinnia violacea
Espèce
Classification phylogénétique
Zinnia violacea est une espèce de plantes à fleurs de la famille des Asteraceae.
Elle est originaire du Mexique où elle pousse à l'état sauvage dans le nord et le centre du pays.
Elle est largement cultivée dans le reste du monde. Il existe plusieurs cultivars dont les couleurs et la forme de l'inflorescence varient beaucoup.
Spontanée aux Amériques, elle comprend une vingtaine de variétés annuelles, vivaces ou sous-arbrisseaux et de nombreuses hybrides ont été créés depuis 1860 et les premières fleurs doubles furent obtenues par un Français.
C'est, par conséquent, une espèce utilisée comme plante ornementale.
C'est aussi le symbole de l'amitié.

## Description
Plante annuelle érigée haute de 30 à 70 cm, fleurissant de juillet à octobre, fleurs de couleur blanc crème, rose, rouge, violet, jaune ou orange.
À l'aisselle des feuilles, se forment des tiges florales à fleurs nectarifères simples ou doubles qui attirent les papillons. Les feuilles sont caduques, sessiles, opposées, duveteuses et rugueuses sur des tiges cassantes et creuses.

## Culture
Multiplication se fait par semis au début du printemps (mars-avril), sous châssis ou en place de mai à juin.
Au printemps, il faut repiquer en place en espaçant tous les 20 cm.
Les plantes poussent sur des sols ordinaires, fertiles ou riches, frais, bien drainés, acides ou neutres ou alcalins.
Faciles d'entretien, il faut supprimer régulièrement les fleurs fanées. Elles ont tendance à se décolorer en vieillissant.
Il faut éviter de mouiller le feuillage car il est sujet à l'oïdium, au mildiou, à la verticilliose et aux champignons du genre Alternaria.
Elles peuvent subir des attaques de pucerons et d'acariens. Il faut protéger les semis des limaces.

## Synonymes
- Zinnia elegans Jacq.
- Crassina elegans (Jacq.) Kuntze

## Galerie

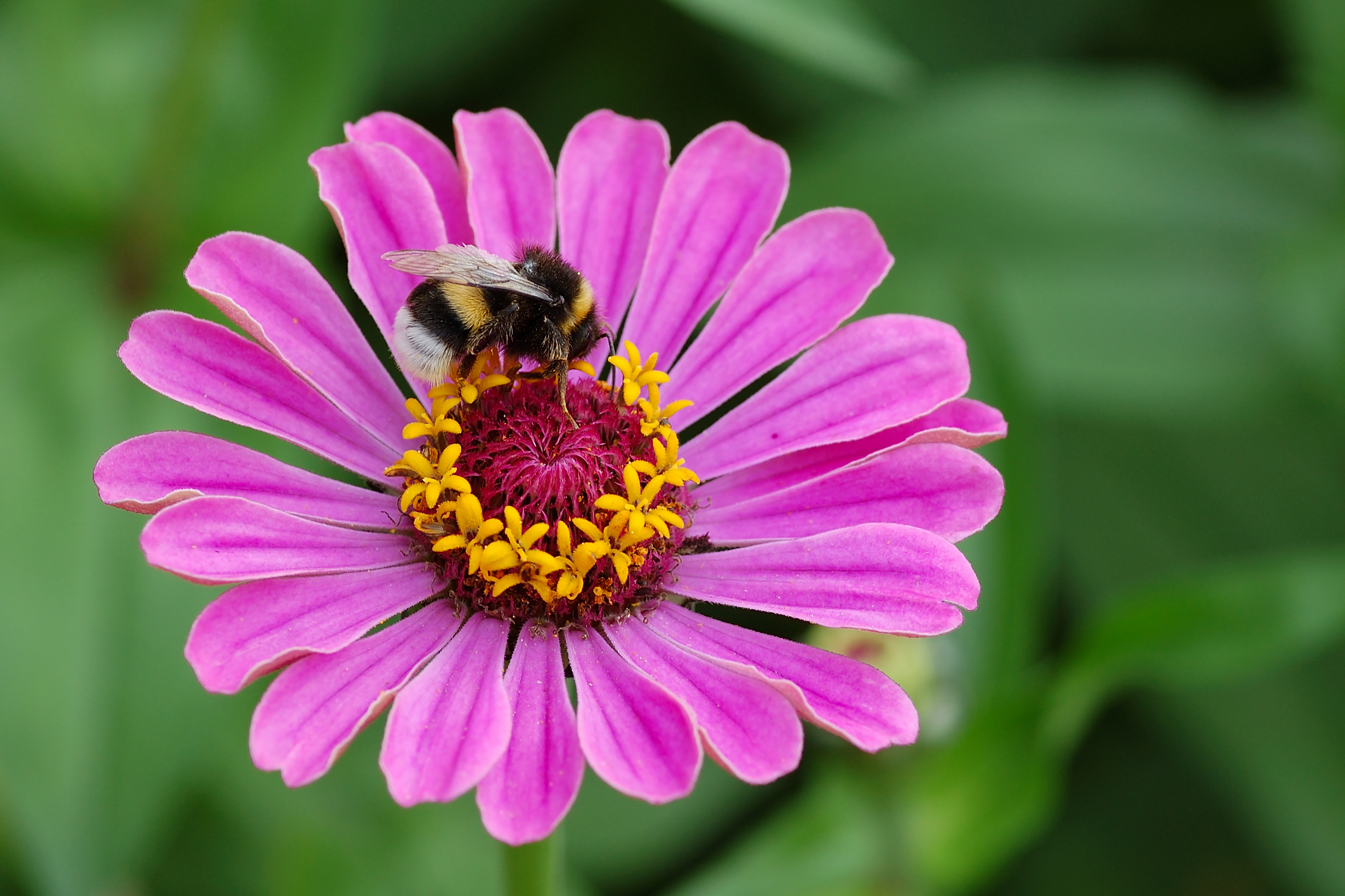
"Fleur" de Zinnia violacea butinée par un bourdon terrestre à Épinal, en France.
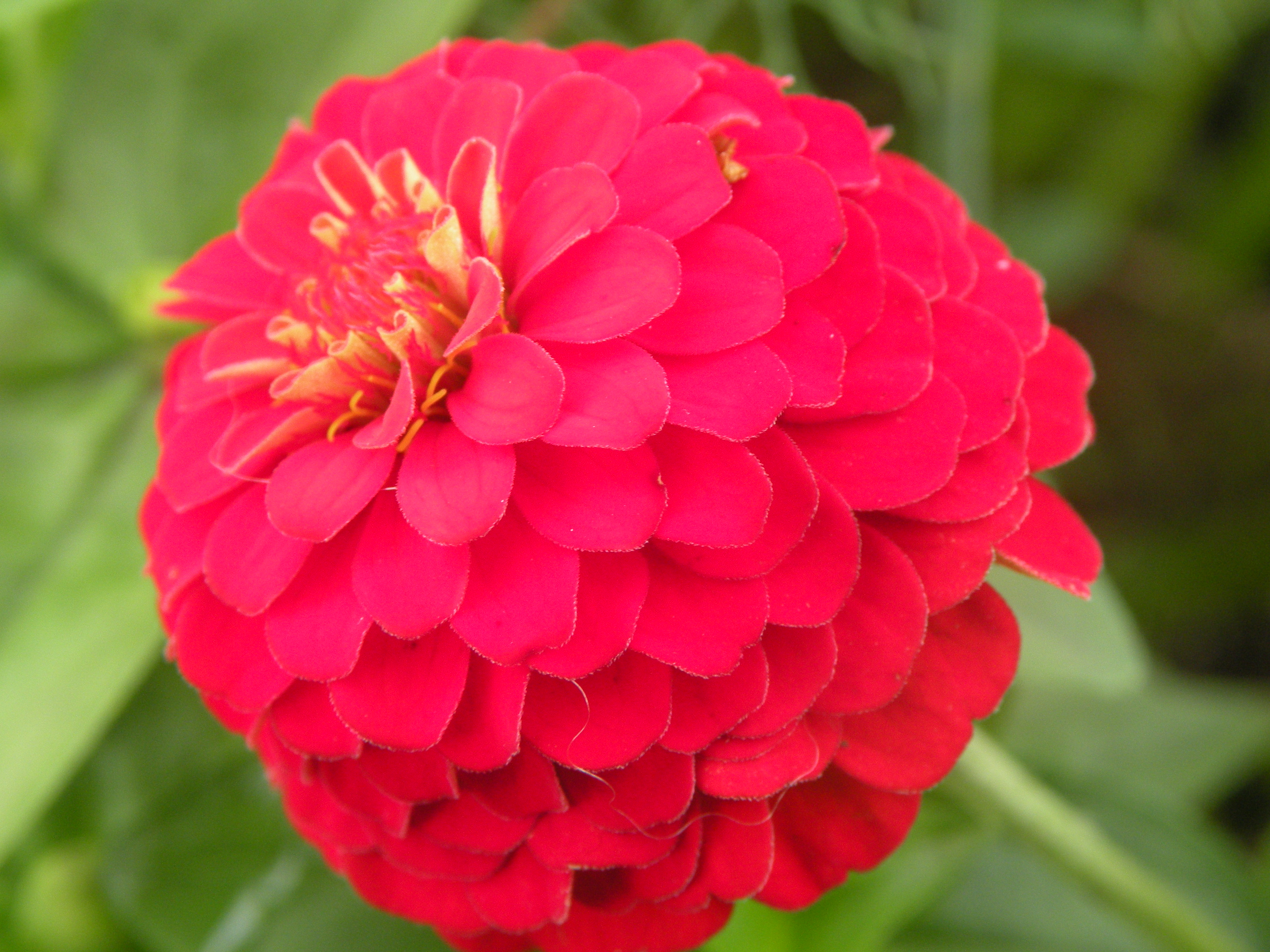
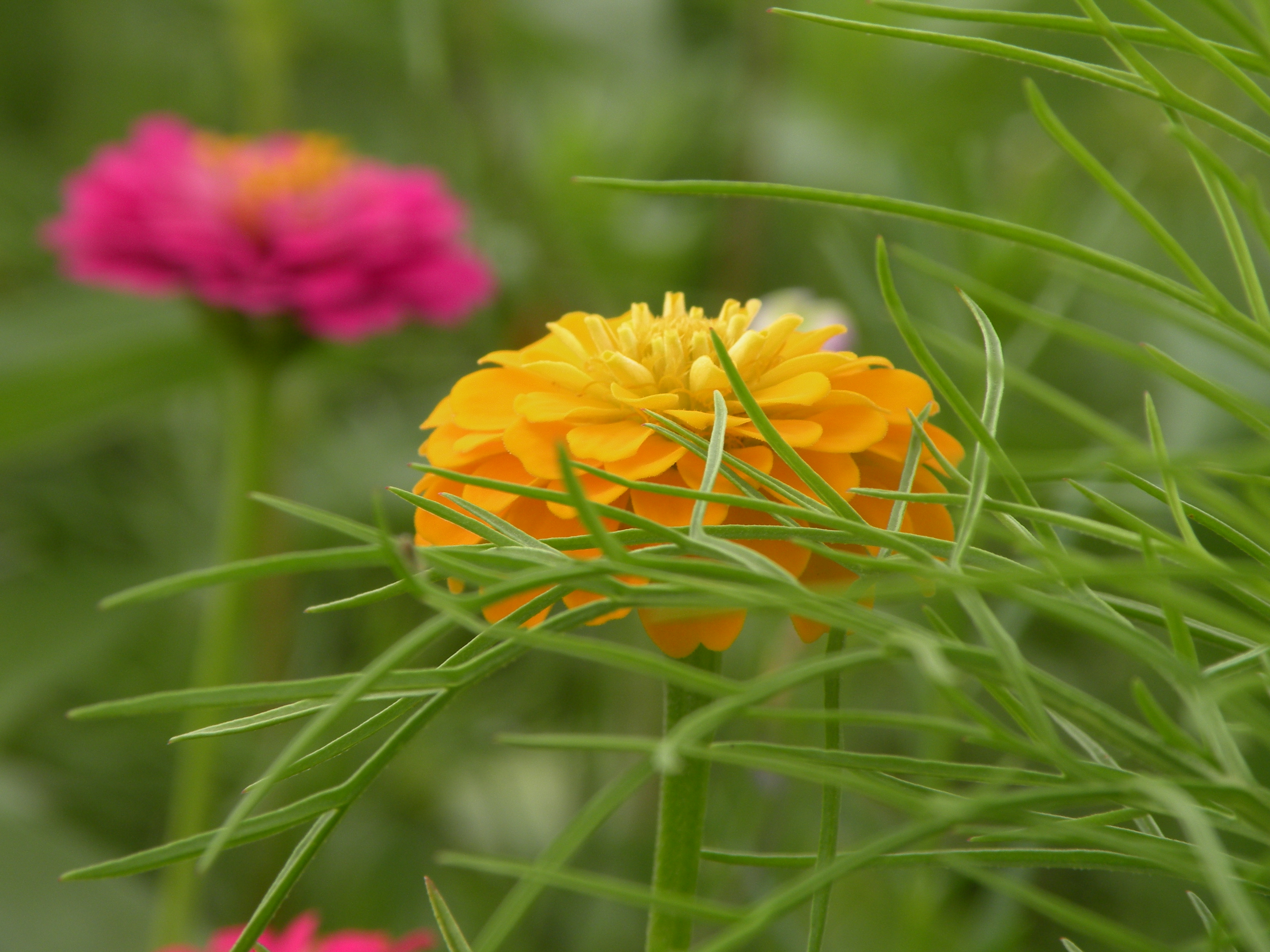
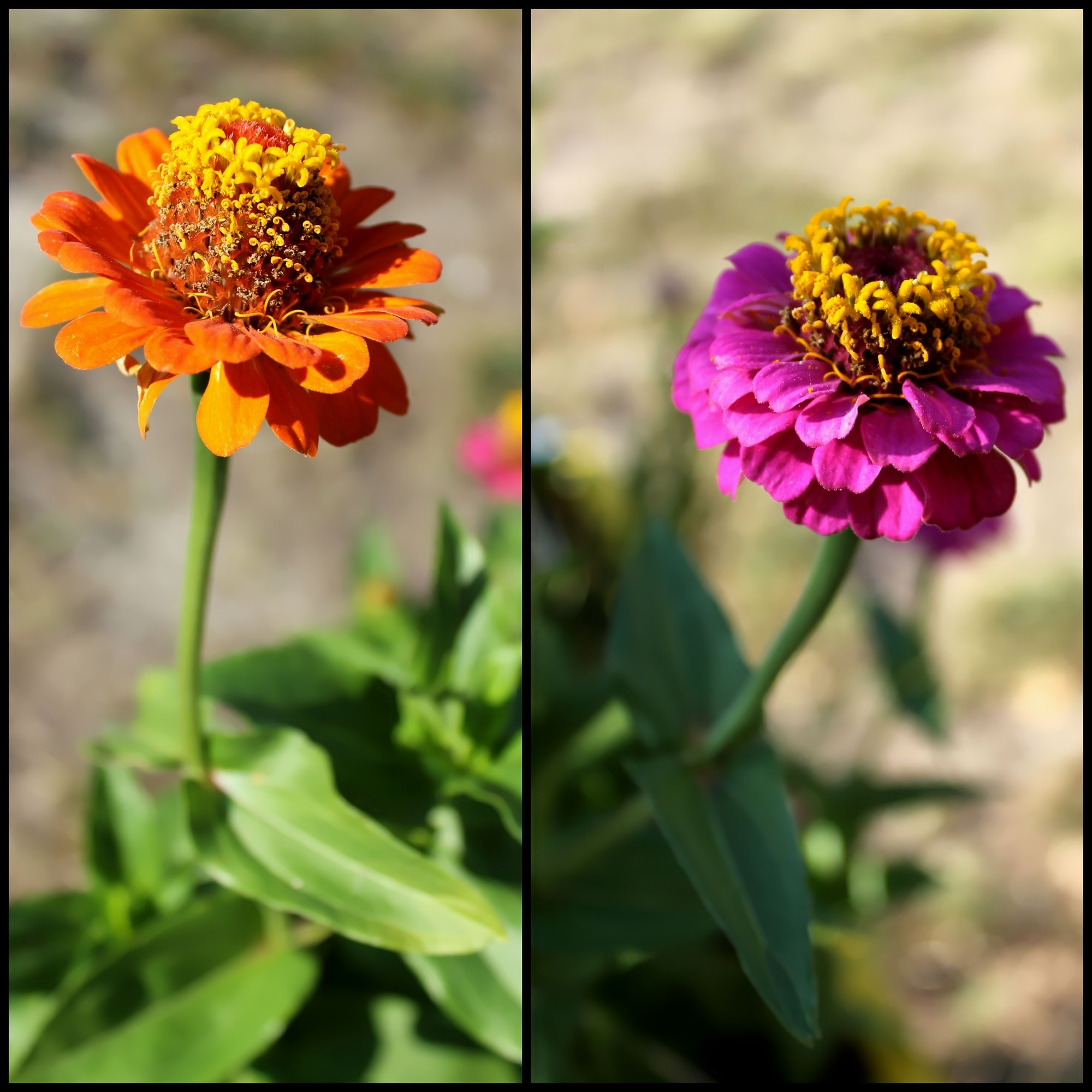
Inflorescence
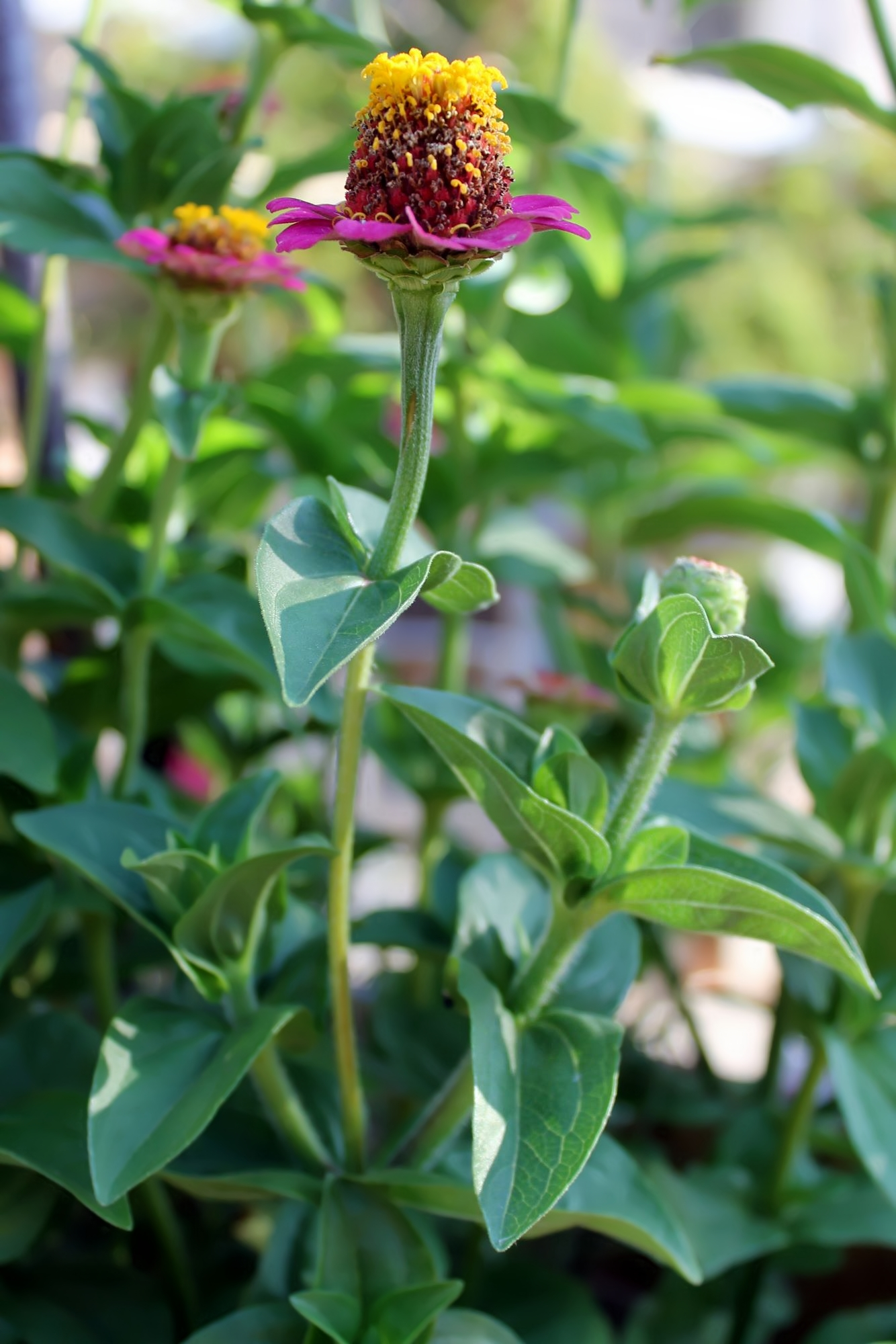
Tiges et feuilles
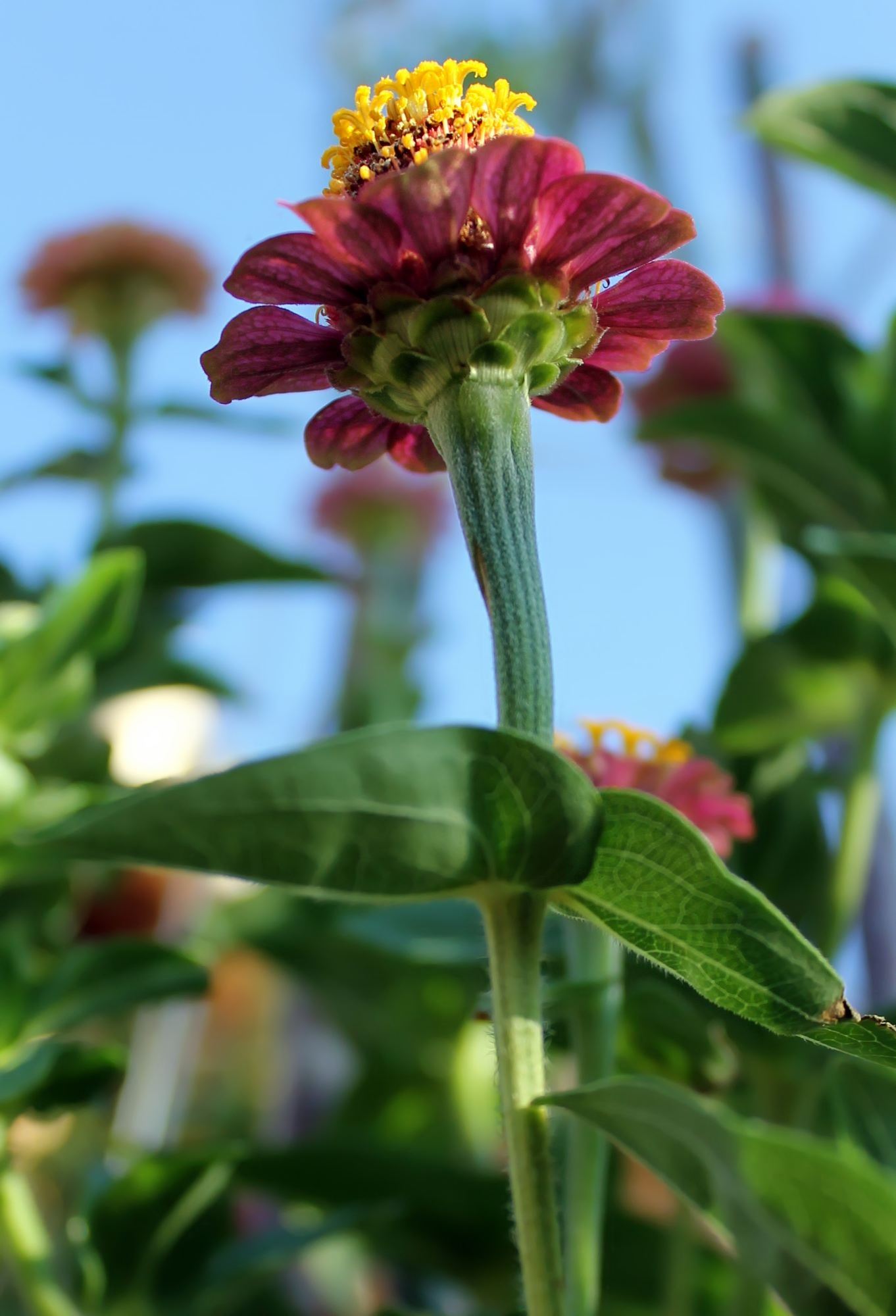
Bractées vertes sous l'inflorescence
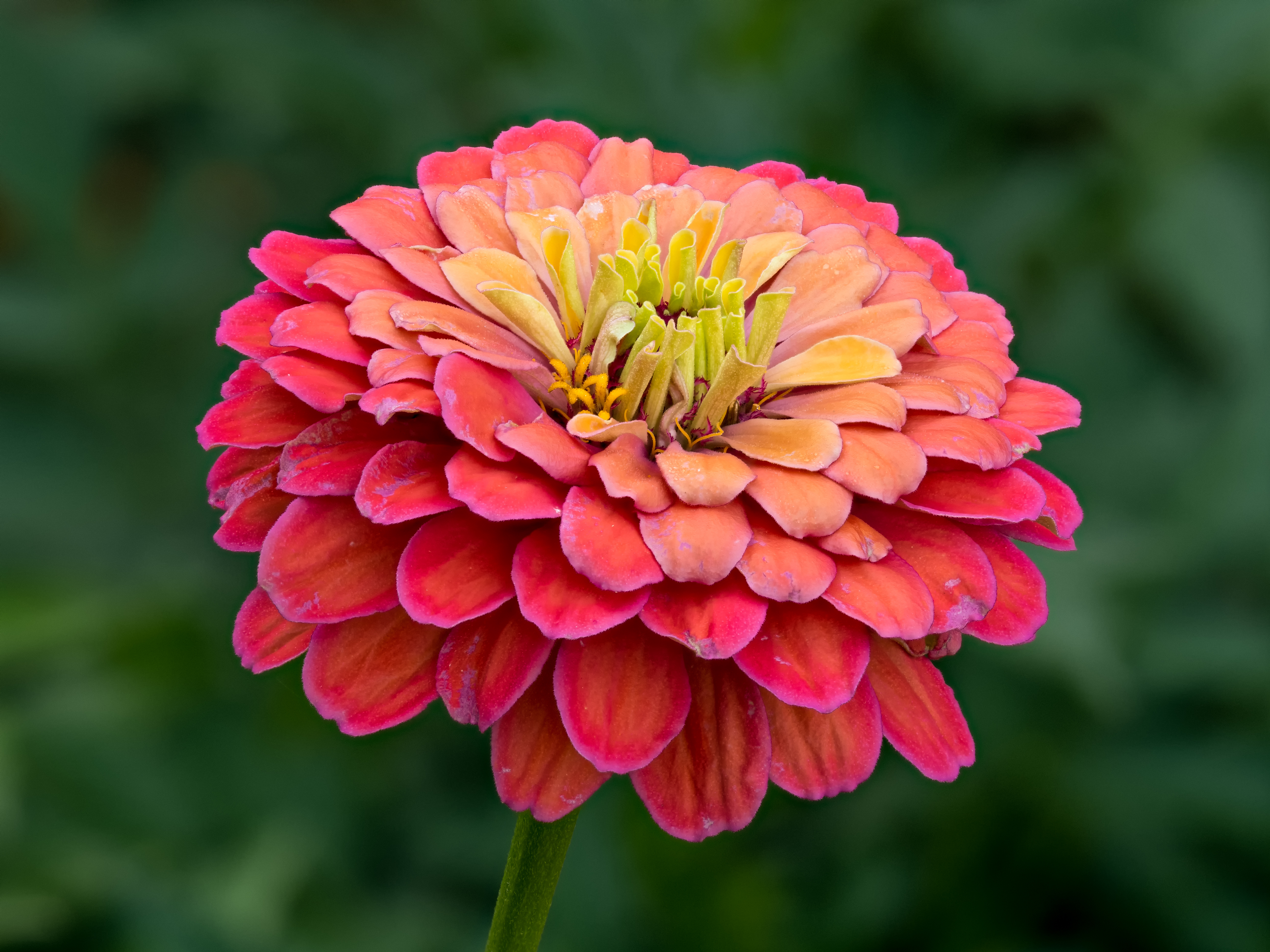
Fleur.